# フェアウェル―さよならしても―
「フェアウエル〜さよならしても〜」は、『おかあさんといっしょ』の番組中で歌われた歌。

## 解説
作詞：菅野こうめい、作曲：堀井勝美。第10代歌のおにいさんである今井ゆうぞう・第19代歌のおねえさんであるはいだしょうこの卒業ソングである。
2008年3月1日・2日に行われたさいたまスーパーアリーナでの『おかあさんといっしょ』スペシャルステージ「みんなおいでよ!うたのパレード」で初披露されたが、このコンサートはTV放送されなかったため、実質的な初披露は同年3月28日に放映された『おかあさんといっしょ』で、同番組内で最後に2人で歌う歌として歌われた。通常スタジオでの収録時の歌声は服に付けられたピンマイクやヘッドセットのマイクを使って歌声を拾っているが、この曲に関しては両者共にハンドマイクを手に持って歌っている。
TVでは、今井とはいだが番組を卒業したその日に一度だけ歌われた曲のため、それ以降この曲はTVで完全な形で放送されたことはなく、後任の横山だいすけ・三谷たくみがこの曲を歌ったことも一度もない。この日の映像は、2人の卒業後に発売されたDVD『さよならしても』にボーナストラックの形で2種類の映像が収録されている。一つは2人の歌う姿のみで構成されていて、もう一つは卒業挨拶の後にテレビ放送された映像で、歌唱途中に2人が番組を務めた5年間の映像が曲中に挿入されている。

## 卒業ソング
本曲以前にも番組出演者の卒業に際して歌われた曲が存在し、本曲の後にも卒業ソングとなる楽曲が製作されている。
- 「ぼくがぼくに書いた手紙」 - 作詞：鈴木竹志、作曲：堀井勝美。杉田あきひろの卒業ソングで、2003年4月5日の卒業回で歌われた。
- 「おぼえてるよ」 - 作詞：鈴木竹志、作曲：堀井勝美。つのだりょうこの卒業ソング。同上。
- 「さよなら、またね」 - 作詞：鈴木竹志、作曲：堀井勝美。ぐ〜チョコランタンの卒業ソング、2009年3月19日の最終回内で歌われた。ただし卒業日の2009年3月28日の最後には「ゆめいっぱい」を歌われた。
- 「さみしくなんかないってば」- 作詞：井出隆夫、作曲：赤坂東児。『BSおかあさんといっしょ』の3人の卒業ソング[4]。2010年3月18日の最終放送の最後で歌われた。
- 「みんなみんなみんな」 - 作詞：金杉弘子、作曲：斎藤ネコ。モノランモノランの卒業ソング、2011年2月・3月の今月の歌として放送され、放送終了日の2011年3月26日の最後も締めくくった。
- 「みんなだれかがすきになる」- 作詞：坂田おさむ、作曲：林アキラ、編曲：池毅。いとうまゆ（2012年3月31日卒業）及び三谷たくみとポコポッテイト（両者とも2016年4月2日卒業）の卒業ソング。前者は2012年2月・3月の今月の歌として放送。後者は再録バージョンを使用、三谷は2016年3月31日放送分の最後に卒業の挨拶をした後、横山だいすけと後任の小野あつこと共に「ありがとうの花」を歌った。

三谷とポコポッテイトの卒業以降は、卒業ソングを新調せずに既存の楽曲を歌う例が続いている。
- 横山は2017年3月30日放送分の最後に卒業の挨拶をした後、小野と後任の花田ゆういちろうと共に「にじのむこうに」を歌った。2017年4月1日卒業。
- 小野は2022年4月2日の卒業回で挨拶をした後、花田と後任ながたまやと共に「あおうよ!」を歌った。さらにこの日はガラピコぷ〜の卒業日でもあったため、この後チョロミー・ムームー・ガラピコも加わり、最後は当時のエンディングテーマ「べるがなる」で締めくくった。